# Pachycymbium keithii
Pachycymbium keithii là một loài thực vật có hoa trong họ La bố ma. Loài này được (R.A. Dyer) L.C. Leach mô tả khoa học đầu tiên năm 1978.